# Никольская церковь (Ковда)
Нико́льская це́рковь или це́рковь Никола́я Чудотво́рца — церковь XVIII века в селе Ковда на юге Мурманской области, примечательный памятник деревянного зодчества.
Комплекс состоит из самой церкви, небольшой колокольни и бревенчатой ограды. Единственный памятник такого типа на территории Мурманской области. Относится к клетскому типу храмов. Имеет двухъярусную двускатную кровлю, увенчанную объёмной главой на массивном барабане. Построена на месте Никольского храма, возведённого здесь не позднее XV века. Высота церкви — 14,3 м, здание образовано из алтаря, самой церкви, трапезной и притвора. Вся, кроме срубленной из толстых брёвен трапезной, построена из тонкого леса. Рядом с церковью находится небольшая колокольня начала XVIII века.
Была закрыта в 1960 году, в 1991 году передана управлению культуры Мурманской области и находится на реставрации. В середине 1990-х годов была отреставрирована колокольня, причём внешний вид её был немного изменён. В 2003 году начался новый этап реставрации церкви, были укреплены стены, под основание подвели четыре окладных венца. После небольшой, вызванной недостаточным финансированием паузы были восстановлены перекрытия церкви, барабан, кровля и крыльцо XIX века. В 2009 году была предпринята попытка продолжить работы над церковью. Существуют сомнения в корректности и обоснованности проведённых реставрационных работ.

## Прочие факты
- В 2004 году реставраторами под церковью было обнаружено захоронение, деревянные колоды с завёрнутыми в берёсту телами детей[5]. Точную причину такого захоронения выяснить не удалось. Высказывались предположения о церемониальном захоронении старообрядцев или некой попытке остановить таким образом разбушевавшуюся эпидемию[2]. Скорее всего, строители церкви не знали о находящемся на этом месте захоронении.
- В 2009 году региональным телевидением Мурманской области ТВ-21 был проведён конкурс «7 Чудес на краю света», в ходе которого по результатам голосования на сайте ТВ-21 было выбрано 7 главных достопримечательностей региона[6]. В семёрку победителей вошла и Никольская церковь[7].